# Onoba aurivillii
Onoba aurivillii är en snäckart som först beskrevs av Dall 1887.  Onoba aurivillii ingår i släktet Onoba och familjen Rissoidae. Inga underarter finns listade i Catalogue of Life.